# 2004-es Formula–1 San Marinó-i nagydíj
A San Marinó-i nagydíj volt a 2004-es Formula–1 világbajnokság negyedik futama, amelyet 2004. április 25-én rendeztek meg az olasz Autodromo Enzo e Dino Ferrarin, Imolában.

## Időmérő edzés
Az időmérő edzésen Jenson Button megszerezte saját és csapata első rajtelsőségét. Baumgartner Zsolt és Kimi Räikkönen újfent motorcserére szorult a kvalifikációt követően.
| Helyezés | Versenyző            | Csapat/Motor     | Idő        | Különbség |
| -------- | -------------------- | ---------------- | ---------- | --------- |
| 1        | Jenson Button        | BAR-Honda        | 1:19.753   | –         |
| 2        | Michael Schumacher   | Ferrari          | 1:20.011   | + 0.258   |
| 3        | Juan Pablo Montoya   | Williams-BMW     | 1:20.212   | + 0.459   |
| 4        | Rubens Barrichello   | Ferrari          | 1:20.451   | + 0.698   |
| 5        | Ralf Schumacher      | Williams-BMW     | 1:20.538   | + 0.785   |
| 6        | Fernando Alonso      | Renault          | 1:20.895   | + 1.142   |
| 7        | Szató Takuma         | BAR-Honda        | 1:20.913   | + 1.160   |
| 8        | Mark Webber          | Jaguar-Cosworth  | 1:20.921   | + 1.168   |
| 9        | Jarno Trulli         | Renault          | 1:21.034   | + 1.281   |
| 10       | Cristiano da Matta   | Toyota           | 1:21.087   | + 1.334   |
| 11       | David Coulthard      | McLaren-Mercedes | 1:21.091   | + 1.338   |
| 12       | Felipe Massa         | Sauber-Petronas  | 1:21.532   | + 1.779   |
| 13       | Olivier Panis        | Toyota           | 1:21.558   | + 1.805   |
| 14       | Christian Klien      | Jaguar-Cosworth  | 1:21.949   | + 2.196   |
| 15       | Giorgio Pantano      | Jordan-Ford      | 1:23.352   | + 3.599   |
| 16       | Nick Heidfeld        | Jordan-Ford      | 1:23.488   | + 3.735   |
| 17       | Gianmaria Bruni      | Minardi-Cosworth | 1:26.899   | + 7.146   |
| 18       | Baumgartner Zsolt*   | Minardi-Cosworth | 1:46.299   | + 26.546  |
| 19       | Giancarlo Fisichella | Sauber-Petronas  | idő nélkül |           |
| 20       | Kimi Räikkönen*      | McLaren-Mercedes | idő nélkül |           |

* Baumgartner Zsolt és Kimi Räikkönen tízhelyes rajtbüntetést kapott motorcsere miatt.

## Futam
A pályán egy kör 4,933 km, a verseny 62 körös volt.
A rajt után Button fordult elsőnek, és a nyolcadik körig vezette a versenyt, amikor is Michael Schumacher került az élre. A német ettől kezdve már végig az élen állt és közel tíz másodperc előnnyel ért célba a második Button előtt. Harmadik helyen Juan Pablo Montoya, még a negyediken Fernando Alonso végzett. Ötödik Jarno Trulli lett akit Rubens Barrichello és Ralf Schumacher követett. Kimi Räikkönen a rajtrács huszadik pozíciójából ért fel nyolcadiknak.
Michael Schumacher ekkor már tizenhat ponttal állt Barrichello előtt, még a Ferrari harminchárom ponttal vezette a gyártók versenyét a Renault előtt.
| Helyezés | Rajtszám | Versenyző            | Csapat/Motor     | Futott kör | Idő/Kiesés oka | Rajthely | Pont |
| -------- | -------- | -------------------- | ---------------- | ---------- | -------------- | -------- | ---- |
| 1        | 1        | Michael Schumacher   | Ferrari          | 62         | 1h26:19.670    | 2        | 10   |
| 2        | 9        | Jenson Button        | BAR-Honda        | 62         | + 9.702        | 1        | 8    |
| 3        | 3        | Juan Pablo Montoya   | Williams-BMW     | 62         | + 21.617       | 3        | 6    |
| 4        | 8        | Fernando Alonso      | Renault          | 62         | + 23.654       | 6        | 5    |
| 5        | 7        | Jarno Trulli         | Renault          | 62         | + 36.216       | 9        | 4    |
| 6        | 2        | Rubens Barrichello   | Ferrari          | 62         | + 36.683       | 4        | 3    |
| 7        | 4        | Ralf Schumacher      | Williams-BMW     | 62         | + 55.730       | 5        | 2    |
| 8        | 6        | Kimi Räikkönen       | McLaren-Mercedes | 61         | + 1 kör        | 20       | 1    |
| 9        | 11       | Giancarlo Fisichella | Sauber-Petronas  | 61         | + 1 kör        | 18       |      |
| 10       | 12       | Felipe Massa         | Sauber-Petronas  | 61         | + 1 kör        | 12       |      |
| 11       | 17       | Olivier Panis        | Toyota           | 61         | + 1 kör        | 13       |      |
| 12       | 5        | David Coulthard      | McLaren-Mercedes | 61         | + 1 kör        | 11       |      |
| 13       | 14       | Mark Webber          | Jaguar-Cosworth  | 61         | + 1 kör        | 8        |      |
| 14       | 15       | Christian Klien      | Jaguar-Cosworth  | 60         | + 2 kör        | 14       |      |
| 15       | 21       | Baumgartner Zsolt    | Minardi-Cosworth | 58         | + 4 kör        | 19       |      |
| 16       | 10       | Szató Takuma         | BAR-Honda        | 56         | Motorhiba      | 7        |      |
| Ki       | 18       | Nick Heidfeld        | Jordan-Ford      | 48         | Kardántengely  | 16       |      |
| Ki       | 16       | Cristiano da Matta   | Toyota           | 32         | Baleset        | 10       |      |
| Ki       | 20       | Gianmaria Bruni      | Minardi-Cosworth | 22         | Fékhiba        | 17       |      |
| Ki       | 19       | Giorgio Pantano      | Jordan-Ford      | 6          | Hidraulika     | 15       |      |

## A világbajnokság élmezőnyének állása a verseny után
| H  | Versenyzők         | Pont | H  | Konstruktőrök    | Pont |
| -- | ------------------ | ---- | -- | ---------------- | ---- |
| 1. | Michael Schumacher | 40   | 1. | Ferrari          | 64   |
| 2. | Rubens Barrichello | 24   | 2. | Renault          | 31   |
| 3. | Jenson Button      | 23   | 3. | Williams-BMW     | 27   |
| 4. | Juan Pablo Montoya | 18   | 4. | BAR-Honda        | 27   |
| 5. | Fernando Alonso    | 16   | 5. | McLaren-Mercedes | 5    |

## Statisztikák
A versenyben vezettek:
- Jenson Button 8 kör (1–8.)
- Michael Schumacher 54 kör (9–62.).

Michael Schumacher 74. (R) győzelme, 59. (R) leggyorsabb köre, Jenson Button 1. pole pozíciója.
- Ferrari 171. győzelme.